# Pterolophia subtriangularis
Pterolophia subtriangularis là một loài bọ cánh cứng trong họ Cerambycidae.